# Gustave Charpentier
Gustave Charpentier (ur. 25 czerwca 1860 w Dieuze, zm. 18 lutego 1956 w Paryżu) – francuski kompozytor.

## Życiorys
Syn piekarza, jako dziecko pracował w przędzalni. Uczył się gry na skrzypcach w Tourcoing i w konserwatorium w Lille, następnie w 1879 roku otrzymał stypendium miasta Tourcoing na studia w Konserwatorium Paryskim, gdzie kształcił się w latach 1881–1887 u Lamberta Josepha Massarta (skrzypce), Émile’a Pessarda (harmonia) i Jules’a Masseneta (kompozycja). W 1887 roku otrzymał Prix de Rome za kantatę Didon. Od 1888 do 1890 roku przebywał w Rzymie, gdzie skomponował dramat symfoniczny La vie du poète i suitę orkiestrową Impressions d’Italie. Przez całe życie zaangażowany w pomoc ubogim klasom społecznym, w 1902 roku założył konserwatorium ludowe „de Mimi Pinson”, gdzie uczono solfeżu, śpiewu i gry na fortepianie. 
Zdobył popularność napisaną do własnego libretta operą Luiza (wyst. Paryż 1900), naturalistycznym dziełem opowiadającym o miłości młodego poety do tytułowej szwaczki. Pomyślana jako jej kontynuacja opera Julian, czyli życie poety (wyst. Paryż 1913) nie zdołała jednak powtórzyć sukcesu poprzedniczki.